# Munwiller
Munwiller település Franciaországban, Haut-Rhin megyében. Lakosainak száma 456 fő (2022. január 1.). Munwiller Rouffach, Oberentzen, Meyenheim, Gundolsheim és Merxheim községekkel határos.

## Népesség
A település népességének változása:
| Lakosok száma | 474  | 485  | 497  | 475  | 470  | 464  | 459  | 456  | 456  |
|               | 2013 | 2015 | 2016 | 2017 | 2018 | 2019 | 2020 | 2021 | 2022 |